# Jesús Angulo (ur. 1997)
Jesús Ricardo „Canelo” Angulo Uriarte (ur. 20 lutego 1997 w Culiacán) – meksykański piłkarz występujący na pozycji ofensywnego pomocnika lub skrzydłowego, reprezentant Meksyku, od 2023 roku zawodnik Toluki.